# Saint-Julien-du-Sault
Saint-Julien-du-Sault is een gemeente in het Franse departement Yonne (regio Bourgogne-Franche-Comté) en telt 2380 inwoners (2004). De plaats maakt deel uit van het arrondissement Sens.

## Geografie
De oppervlakte van Saint-Julien-du-Sault bedraagt 23,7 km², de bevolkingsdichtheid is 100,4 inwoners per km².

## Verkeer en vervoer
In de gemeente ligt spoorwegstation Saint-Julien-du-Sault.
De onderstaande kaart toont de ligging van Saint-Julien-du-Sault met de belangrijkste infrastructuur en aangrenzende gemeenten.

## Demografie
Onderstaande figuur toont het verloop van het inwonertal (bron: INSEE-tellingen).